# Bắt chước kiểu Müller

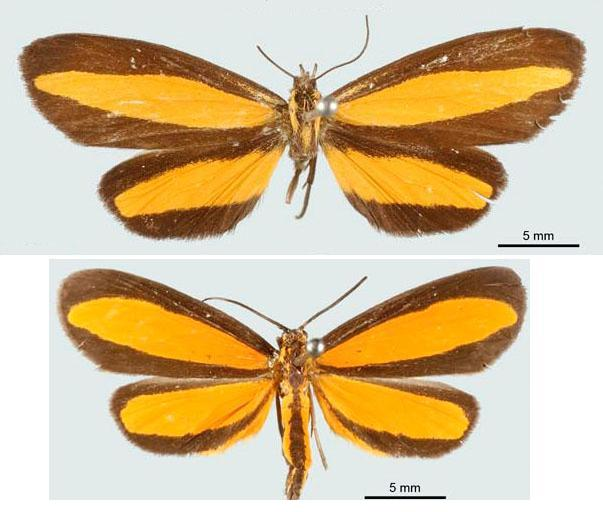
Erbessa mimica (trên) và Josia oribia (dưới) cùng độc hại và cùng giống nhau. Đây là một trường họp bắt chước kiểu Müller

Bắt chước kiểu Müller là một hiện tượng tự nhiên trong đó hai sinh vật nguy hiểm hay độc hại bắt chước lẫn nhau để de dọa hay cảnh cáo những động vật nào muốn ăn chúng. Khác với bắt chước kiểu Bates, ở đây cả hai loài động vật đều độc hai. Do hai loài giống nhau nên có lợi cho cả hai, khi một sinh vật ăn thịt một con thì nó nhận thức ra rằng nên tránh luôn con kia. Loại bắt chước này được miêu tả và đề xướng bởi Fritz Müller năm 1878.

## Hình ảnh

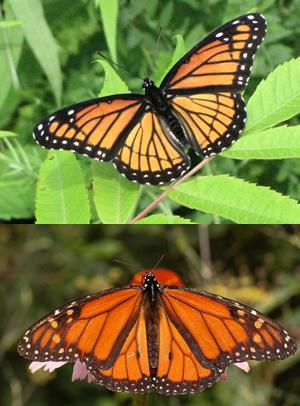

- Tập tin:Tập